# Nematocampa chagnoni
Nematocampa chagnoni là một loài bướm đêm trong họ Geometridae.